# Claude Jordan
Pour les articles homonymes, voir Jordan.

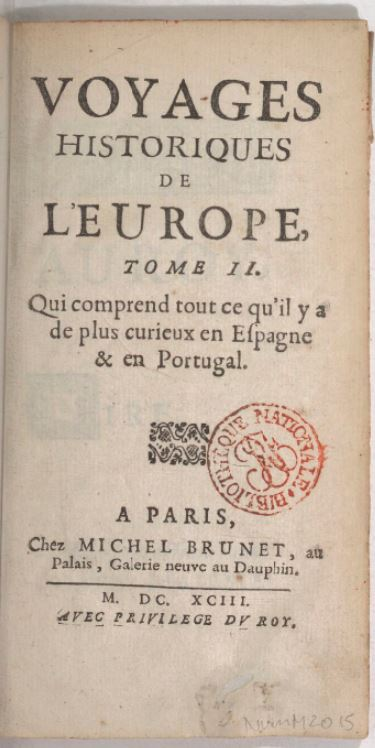
Couverture du tome 2 du livre Voyages historiques de l'Europe par Claude Jordan (vers 1659 - vers 1727)

Claude Jordan (né le 31 décembre 1659 à Beaumont-lès-Valence et mort le 7 avril 1737 à Valence) est un imprimeur,  libraire et journaliste français.

## Biographie
Comme de nombreux huguenots qui se sont exilés dans les Provinces-Unies sous le règne de Louis XIV, Claude Jorrdan, de confession calviniste, se réfugie à Leyde en 1681, puis à Amsterdam.
Il se marie en 1683, à Sloterdijk, avec Elisabeth Le Bret, fille d'un charpentier français devenu citoyen d'Amsterdam en 1682. Ils ont cinq enfants.
Citoyen de Leyde en 1686, Jordan est reçu libraire puis imprimeur. Claude Jordan est aussi, depuis son arrivée à Leyde au début de 1686 jusqu'à son départ pour Amsterdam à la fin de 1688, le rédacteur principal Des Nouvelles extraordinaires de divers endroits, ensuite rebaptisé Gazette de Leyde, journal fondé par Johannes van Gelder en 1680.
De retour, en 1688, à Amsterdam, il exerce comme libraire. En 1692 il s'établit à Paris comme historiographe et il obtient la protection du roi de France ; il revend son imprimerie et sa librairie d'Amsterdam, à son beau-frère Jean Louis De Lorme. Il publie, en France, ses Voyages historiques (1693-1700), qu'il dédie au roi . 
À dater de la fondation du Journal de Verdun (1704), devenu ensuite Suite de la Clef pour laquelle il a obtient un privilège royal du 10 novembre 1716, il s'installe à Bar-le-Duc où il demeure probablement jusqu'à sa mort mais on ne sait rien de ses dernières années.

## Publications
Voyages historiques de l'Europe
- tome 1 qui comprend tout ce qu'il y a de plus curieux en France, augmenté de la Guide des Voyageurs ou Description des Routes les plus fréquentées, pour Voyager par toute la France. Avec une Carte très exacte de ce Royaume, lire en ligne sur Gallica
- tome II. Qui comprend  tout ce qu'il y a de plus curieux en Espagne & en Portugal. Augmenté De La Guide Des Voyageurs Ou Description des Routes les plus fréquentées, pour Voyager en Espagne & en Portugal. Avec une Carte trés exacte de ces Royaumes, lire en ligne sur Gallica
- tome III. Qui comprend tout ce qu'il y a de plus curieux en Italie. Augmenté De La Guide Des Voyageurs Ou Description des Routes les plus fréquentées, pour Voyager par toute l'Italie. Avec une Carte trés exacte de tous ces états, lire en ligne sur Gallica
- tome IV. Qui comprend tout ce qu'il y a de plus curieux dans les Royaumes d'Angleterre, d'Irlande, & d'Ecosse. Augmenté De La Guide Des Voyageurs Ou Description de ce qu'il y a de plus remarquable à voir à Londres. Avec une Carte très exacte de ces Royaumes, lire en ligne sur Gallica
- tome V. Qui comprend tout ce qu'il y a de plus curieux en Hollande & dans le reste des Provinces Unies. Augmenté De La Guide Des Voyageurs Ou Description des Routes les plus fréquentées, pour Voyager dans les XVII Provinces des Pays-Bas. Avec une Carte trés exacte de ces Provinces, lire en ligne sur Gallica
- tome VI. Qui comprend tout ce qu'il y a de plus curieux dans l'Empire d'Allemagne. Augmenté De La Guide Des Voyageurs Ou Description des Routes les plus fréquentées, pour Voyager par toute l'Allemagne. Avec une Carte très exacte de cet Empire, lire en ligne sur Gallica
- tome VII. Qui comprend tout ce qu'il y a de plus curieux dans la Moscovie. Avec une Carte trés exacte de ses Provinces, lire en ligne sur Gallica
- tome VIII. Qui traite du Gouvernement, & de ce qu'il y a de plus curieux en Pologne et en Lithuanie, & de plus remarquable dans les Royaumes de Suede, de Danemarck, de Norwege, & dans l'Isle D'Island. Avec les Cartes de ces Royaumes lire en ligne sur Gallica